# Synodontis granulosus
Synodontis granulosus là một loài cá thuộc họ Mochokidae. Nó được tìm thấy ở Burundi, Cộng hòa Dân chủ Congo, Tanzania, and Zambia. Môi trường sống tự nhiên của chúng là lake Tanganyika. It là một solitary deepwater fish & commands a high price in the aquarium trade.